# شيخ عبد الرحمن
شيخ عبد الرحمن (بالكردية: Kanî Gewrkê نقحرة: كاني كاورك، بمعنى "النبعة البيضاء"‏) هي قرية سوريّة تتبع إداريّاً لمحافظة حلب منطقة عفرين ناحية جنديرس. بلغ تعداد سكانها 247 نسمة حسب التعداد السكاني لعام 2004، و1,040 نسمة حسب قيود السجل المدني لنهاية عام 2005.